# Haliclona penicillata
Haliclona penicillata är en svampdjursart som först beskrevs av Topsent 1908.  Haliclona penicillata ingår i släktet Haliclona och familjen Chalinidae. Inga underarter finns listade i Catalogue of Life.